# Acalymma vittatum

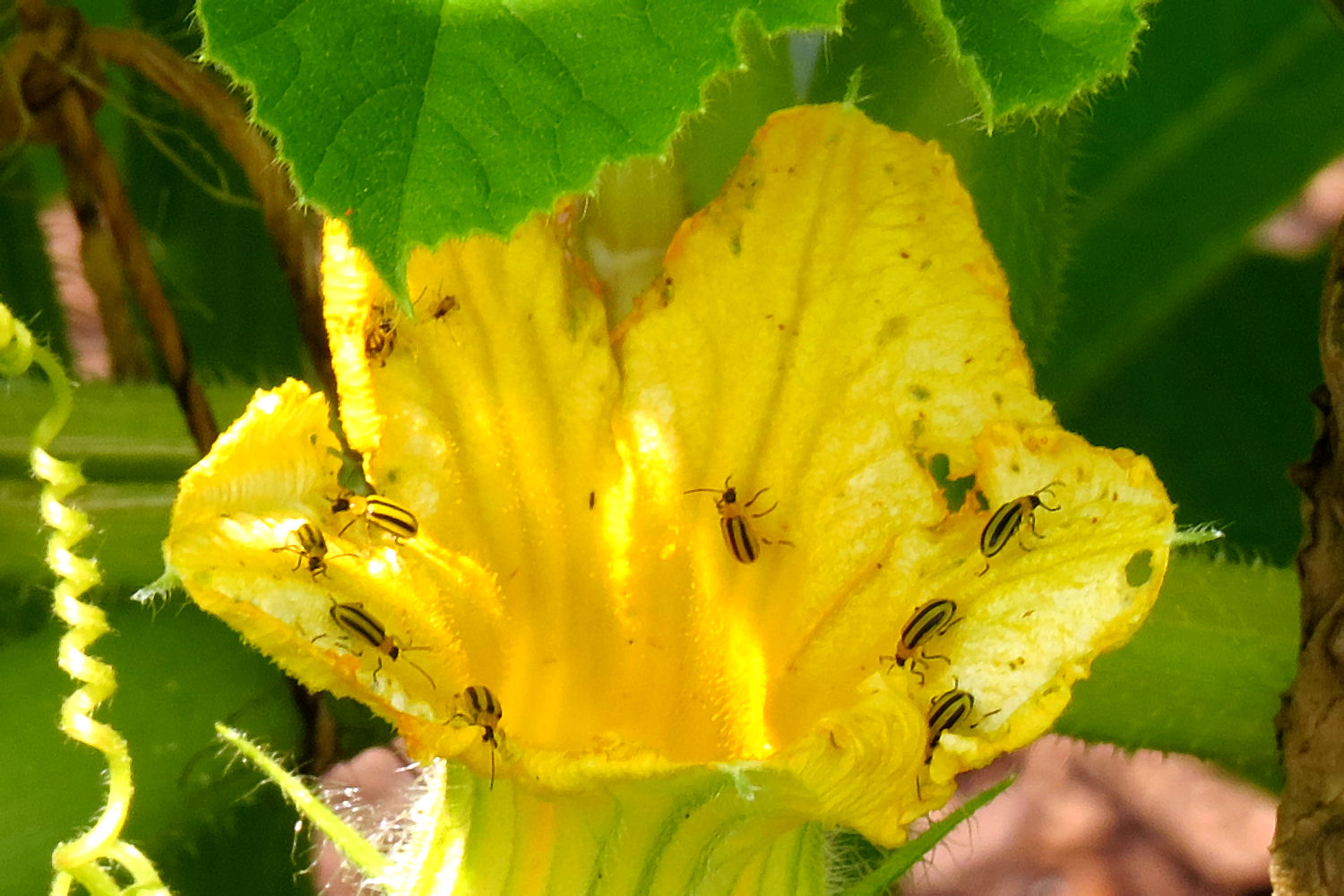
En flor de Cucurbita sp., Ottawa, Ontario, Canadá

Acalymma vittatum es una especie de insecto coleóptero de la familia Chrysomelidae. Es una seria plaga de cucurbitáceas las que daña tanto en su estadio larvario, como adulto. Fue descrita científicamente en 1775 por Fabricius. Basónimo: Cryptocephalus vittatus. Fabricius, 1775
Se encuentra en el este y centro de Norteamérica, al este de las Montañas Rocosas.

## Descripción
Mide aproximadamente medio centímetro de longitud; se caracteriza por élitros que  cubren totalmente el abdomen y que son de color castaño amarillentos atravesados longitudinalmente por tres bandas negras gruesas. Tiene cierta semejanza con Diabrotica virgifera, que es otra plaga seria de las cosechas. La diferencia es que la superficie ventral abdominal de  A. vittatum es negra y la de D. virgifera es amarilla y que los élitros de D. virgifera a menudo no llegan al final del abdomen. 

## Ciclo vital
Los adultos emergen de la diapausa en grandes números en la primavera y se alimentan del follaje, flores y polen de especies de Cucurbitaceae. Puede haber una o dos generaciones por año según la región, con la última generación entrando en diapausa para pasar el invierno. Las hembras depositan huevos en los tallos de sus plantas huéspedes o en su proximidad. Los huevos son de color naranja brillante y de un milímetro de diámetro. Las larvas se alimentan de las raíces de las plantas, a menudo del género Cucurbita. 

## Impacto agrícola

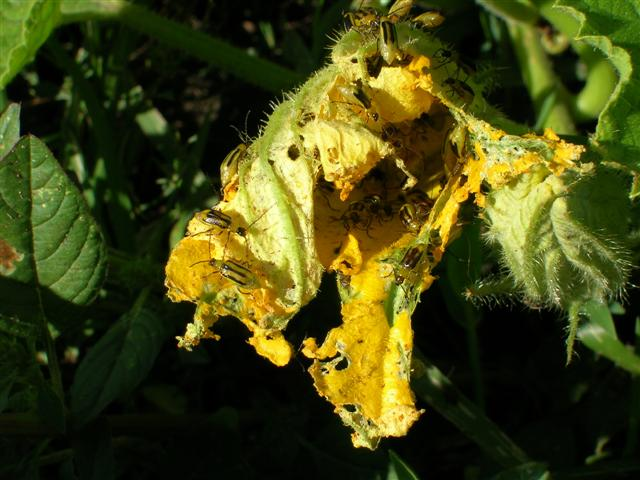
Daño causado en flores de Cucurbitaceae.

Estos insectos pueden causar serio daño al follaje de las cosechas, especialmente de plantas más viejas. El daño es más serio al principio de la primavera cuando los escarabajos emergen de la diapausa invernal, pero el daño continúa durante toda la estación de crecimiento.
Además los adultos son uno de los dos vectores conocidos de la  bacteria  Erwinia tracheiphila, que causa una enfermedad a menudo fatal de las cucurbitáceas. La bacteria pasa de las heces del insecto a las heridas causadas por sus mordeduras al comer y llega al sistema vascular de la planta, donde prolifera bloqueando al xilema. 